# Fisherman's pie
Fisherman's pie es un plato británico, una variante de cottage pie o shepherd's pie que se hace con pescado blanco, como por ejemplo, bacalao o eglefino, en lugar de carne. El pescado está recubierto de puré de patata.